# Губернатор Иллинойса
Губернатор штата Иллинойс — глава исполнительной власти в штате. 
Имеет право вето на законы принятые Генеральной ассамблеей, является Верховным Главнокомандующим национальной гвардии Иллинойса и может миловать заключенных. Один из 14 губернаторов США, которые не имеют лимитов на количество сроков. В данный момент должность занимает Джей Роберт Прицкер, член Демократической партии, вступил в должность 14 января 2019 года.

## Требования к кандидатам
Срок полномочий губернатора штата Иллинойс составляет четыре года, и нет никаких ограничений на количество сроков губернатора. Инаугурация проводится во второй понедельник января после губернаторских выборов. Один срок составляет четыре года. Губернатор обязан быть:
- Гражданином США

- Минимальный возраст — 25 лет

- Жителем Иллинойса в течение трех лет до выборов

## Резиденции и офисы
Губернатор проживает в своем исполнительном особняке в Спрингфилде, на 410 East Jackson Street. Первым жителем особняка был губернатор Джоэл Мэттесон. Он переехал туда в 1855 году. Это одна из трех старейших губернаторских резиденций в Соединенных Штатах.
Некоторые губернаторы, как Род Благоевич, не использовали исполнительный особняк, а жили в своих личных домах, добираясь до Спрингфилда на частном самолете или машине.